# L'ultima partita (film 1936)
L'ultima partita (15 Maiden Lane) è un film del 1936, diretto da Allan Dwan.